# Johann David Wyss
Johann David Wyss (ur. 28 maja 1743 w Bernie, zm. 11 stycznia 1818 w Bernie) – szwajcarski pastor, autor przygodowo-pedagogicznej powieści Robinson szwajcarski. 

## Twórczość
Niemieckojęzyczna powieść Robinson szwajcarski była zainspirowana Robinsonem Crusoe Daniela Defoe. Jej treścią są przygody szwajcarskiej rodziny, ocalałej z katastrofy statku i zmuszonej wieść życie na bezludnej wyspie. Powieść została wydana w 1812 roku przez syna Johanna Davida Wyssa, Johanna Rudolfa, i w niektórych wydaniach jako autor wymieniony jest ten ostatni. 